# نوک‌شاخ چروک‌دار
 نوک‌شاخ چروک‌دار (نام علمی: Aceros corrugatus) نام یک گونه از تیره نوک‌شاخ است.